# Anna Stera-Kustusz
Anna Stera-Kustusz (ur. 14 listopada 1974 w Dusznikach-Zdroju) – polska biathlonistka, brązowa medalistka mistrzostw świata i dwukrotna medalistka mistrzostw Europy.

## Kariera
W zawodach Pucharu Świata zadebiutowała 15 stycznia 1993 roku w Ridnaun, zajmując 58. miejsce w biegu indywidualnym. Pierwsze punkty zdobyła 16 marca 1995 roku w Lillehammer, gdzie zajęła 17. miejsce w tej samej konkurencji. Na podium zawodów tego cyklu jedyny raz stanęła 6 marca 1997 roku w Nagano, kończąc rywalizację w biegu indywidualnym na trzeciej pozycji. Wyprzedziły ją tylko Andreja Koblar ze Słowenii i Niemka Uschi Disl. Najlepsze wyniki osiągnęła w sezonie 1998/1999, kiedy zajęła 27. miejsce w klasyfikacji generalnej.
Podczas mistrzostw świata w Borowcu w 1993 roku wspólnie z Zofią Kiełpińską, Krystyną Liberdą i Heleną Mikołajczyk zdobyła brązowy medal w biegu drużynowym. Był to pierwszy w historii medal dla Polski w tej konkurencji. Była też między innymi siódma w biegu drużynowym na mistrzostwach świata w Osrblie w 1997 roku i sztafecie na mistrzostwach świata w Kontiolahti/Oslo dwa lata później. Ponadto zdobyła złoty medal w sprincie podczas mistrzostw Europy w Windischgarsten w 1997 roku i brązowy w sztafecie na mistrzostwach Europy w Ridnaun w 1996 roku.
W 1994 roku wystartowała na igrzyskach olimpijskich w Lillehammer, zajmując 62. miejsce w sprincie i 11. w sztafecie. Na rozgrywanych cztery lata później igrzyskach w Nagano, gdzie zajęła 17. miejsce w biegu indywidualnym, 6. w sprincie i 13. w sztafecie. Brała również udział w igrzyskach olimpijskich w Salt Lake City w 2002 roku, plasując się na 54. pozycji w biegu indywidualnym, 43. w sprincie i biegu pościgowym.

## Osiągnięcia

### Igrzyska olimpijskie
| Rok  | Miejscowość    | Konkurencje | Konkurencje | Konkurencje | Konkurencje | Konkurencje | Konkurencje | Konkurencje |
| Rok  | Miejscowość    | IN          | SP          | PU          | MS          | RL          | MR          | SR          |
| ---- | -------------- | ----------- | ----------- | ----------- | ----------- | ----------- | ----------- | ----------- |
| 1994 | Lillehammer    | –           | 62.         | nd.         | nd.         | 11.         | nd.         | –           |
| 1998 | Nagano         | 17.         | 6.          | nd.         | nd.         | 13.         | nd.         | –           |
| 2002 | Salt Lake City | 54.         | 43.         | 43.         | nd.         | –           | nd.         | –           |

### Mistrzostwa świata
| Rok  | Miejscowość         | Konkurencje | Konkurencje | Konkurencje | Konkurencje | Konkurencje | Konkurencje | Konkurencje |
| Rok  | Miejscowość         | IN          | SP          | PU          | MS          | RL          | MR          | SR          |
| ---- | ------------------- | ----------- | ----------- | ----------- | ----------- | ----------- | ----------- | ----------- |
| 1993 | Borowec             | 66.         | –           | nd.         | nd.         | –           | nd.         | –           |
| 1995 | Anterselva          | 53.         | 32.         | nd.         | nd.         | 15.         | nd.         | –           |
| 1996 | Ruhpolding          | 23.         | 33.         | nd.         | nd.         | 13.         | nd.         | –           |
| 1997 | Osrblie             | 17.         | 30.         | 36.         | nd.         | 14.         | nd.         | –           |
| 1998 | Pokljuka/Hochfilzen | nd.         | nd.         | 11.         | nd.         | nd.         | nd.         | –           |
| 1999 | Kontiolahti/Oslo    | 31.         | 39.         | 29.         | –           | 7.          | nd.         | –           |
| 2001 | Pokljuka            | 69.         | 52.         | DNF         | –           | 15.         | nd.         | –           |

### Puchar Świata

#### Miejsca w klasyfikacji generalnej
| Sezon     | Miejsce |
| --------- | ------- |
| 1992/1993 | -       |
| 1993/1994 | -       |
| 1994/1995 | 49.     |
| 1995/1996 | 31.     |
| 1996/1997 | 38.     |
| 1997/1998 | 34.     |
| 1998/1999 | 27.     |
| 1999/2000 | -       |
| 2000/2001 | 77.     |
| 2001/2002 | 46.     |

#### Miejsca na podium chronologicznie
| Lp. | Dzień   | Rok  | Miejscowość | Konkurencja                | Lokata | Pudła   | Czas biegu | Strata  | Zwycięzca      |
| --- | ------- | ---- | ----------- | -------------------------- | ------ | ------- | ---------- | ------- | -------------- |
| 1.  | 6 marca | 1997 | Nagano      | Bieg indywidualny na 15 km | 3.     | 0+0+0+1 | 46:45,2    | +1:07,7 | Andreja Koblar |

#### Statystyka
| Miejsce | Bieg Indywidualny | Sprint | Bieg Na Dochodzenie | Bieg Masowy | Sztafeta | Bieg Drużynowy | Razem |
| ------- | ----------------- | ------ | ------------------- | ----------- | -------- | -------------- | ----- |
| 1.      |                   |        |                     |             |          |                |       |
| 2.      |                   |        |                     |             |          |                |       |
| 3.      | 1                 |        |                     |             |          |                | 1     |
| Top 10  | 2                 | 3      |                     |             | 5        | 1              | 11    |
| Punkty  | 13                | 10     | 8                   | 2           | 20       | 1              | 54    |
| Starty  | 37                | 50     | 19                  | 2           | 20       | 1              | 129   |